# Хужир (Джидинский район)
Хужи́р (бур. Хужар — «солончак») — посёлок железнодорожной станции в Джидинском районе Бурятии. Входит в сельское поселение «Дырестуйское».

## География
Расположен на левой надпойменной террасе реки Селенги (400 м к западу от русла реки), непосредственно примыкая с юга к селу Зарубино. Вдоль западной окраины этих населённых пунктов проходит южная линия Восточно-Сибирской железной дороги Улан-Удэ — Наушки.

## История
Станция Хужир введена в эксплуатацию в 1940 году.
В 1985 году на станции снимались сцены фильма «Горький можжевельник» — проводы воинского эшелона на фронт.

## Население
| 2002 | 2010 |
| ---- | ---- |
| 35   | ↘31  |